# Tom McBride
Tom McBride (Charleston, 7 de outubro de 1952 — Nova Iorque, 24 de setembro de 1995) foi um ator, modelo e fotógrafo norte-americano.

## Primeiros anos e educação
Nascido na Virgínia Ocidental, McBride frequentou a Villanova University em 1977, fazendo parte da companhia teatral Summer Shakespeare. Nessa época, ele interpretou Lysander (Lisandro) em encenações de A Midsummer Night's Dream. No início da década de 1980, mudou-se para Nova Iorque.

## Carreira

### Televisão e cinema
Ao chegar em Nova Iorque, McBride logo começou a aparecer em anúncios publicitários nacionais, incluindo um comercial da fabricante de detergentes Wisk, no qual contracenou em um elevador com Dana Delany, que na época estava em início de carreira. Em 1981, ele estrelou o filme de terror Friday the 13th Part 2, no papel de Mark, um atleta cadeirante. Também apareceu no longa-metragem Remo Williams: The Adventure Begins (1985) e em um episódio da telessérie Highway to Heaven. Além disso, teve pequenas participações em soap operas e telefilmes, em um dos quais contracenou com Bette Davis numa cena.

### Teatro e outras ocupações
Na Broadway, coestrelou com Christopher Reeve a peça Fifth of July nos últimos dias de exibição do espetáculo. McBride também é lembrado por sua carreira de modelo. Na década de 1980, trabalhou como Winston man e Marlboro man nos anúncios de painel publicitário das fabricantes de cigarros Winston e Marlboro. Tendo ainda talento para a fotografia, ele desenvolveu um portfólio fotográfico de arte erótica de nus masculinos.

## Vida pessoal e morte
MicBride era abertamente homossexual. Ele morreu em 1995 de leucoencefalopatia multifocal progressiva, uma doença neurológica relacionada à síndrome da imunodeficiência adquirida, apenas duas semanas antes de seu quadragésimo terceiro aniversário. Seus últimos meses de vida foram registrados em um documentário intitulado Life and Death on the A List, dirigido por seu amigo Jay Corcoran e lançado em 1996.

## Filmografia

### Cinema
| Ano  | Título                              | Papel           | Notas                | Ref.   |
| ---- | ----------------------------------- | --------------- | -------------------- | ------ |
| 1981 | Friday the 13th Part 2              | Mark            |                      | [ 3 ]  |
| 1984 | Friday the 13th: The Final Chapter  | Mark            | Filmagens de arquivo | [ 3 ]  |
| 1985 | Remo Williams: The Adventure Begins | Jim, Soap opera |                      | [ 3 ]  |
| 1996 | Life and Death on the A List        | Ele mesmo       | Documentário         | [ 10 ] |
| 1997 | White Lies                          | Dan Belden      | Último filme         | [ 11 ] |

### Televisão
| Ano  | Título            | Papel | Notas                                         | Ref.   |
| ---- | ----------------- | ----- | --------------------------------------------- | ------ |
| 1986 | Highway to Heaven | Kevin | Episódio: "Jonathan Smith Goes to Washington" | [ 6 ]  |
| 1987 | Gimme a Break!    |       | Telessérie                                    | [ 11 ] |